# Pont-Noyelles

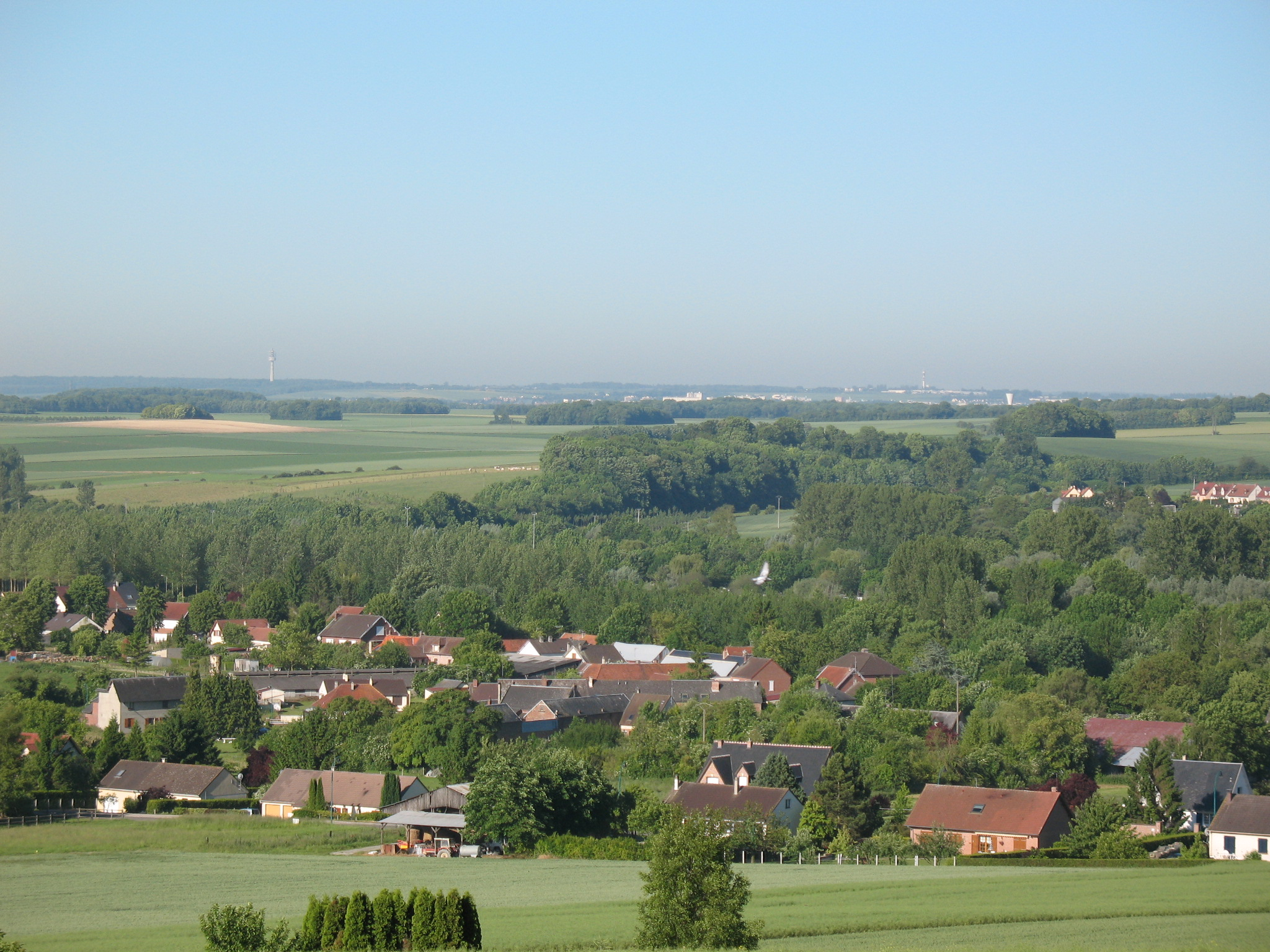

Pont-Noyelles is een gemeente in het Franse departement Somme (regio Hauts-de-France) en telt 744 inwoners (2004). De plaats maakt deel uit van het arrondissement Amiens.

## Geografie
De oppervlakte van Pont-Noyelles bedraagt 8,6 km², de bevolkingsdichtheid is 86,5 inwoners per km².
De onderstaande kaart toont de ligging van Pont-Noyelles met de belangrijkste infrastructuur en aangrenzende gemeenten.

## Demografie
Onderstaande figuur toont het verloop van het inwonertal (bron: INSEE-tellingen).